# جو واد
جو واد (انگلیسی: Joe Wade; ۷ ژوئیهٔ ۱۹۲۱ – ۱۲ نوامبر ۲۰۰۵) بازیکن فوتبال اهل بریتانیا بود.
از باشگاه‌هایی که در آن بازی کرده‌است می‌توان به باشگاه فوتبال آرسنال اشاره کرد.